# Ascorhynchus crenatus
Ascorhynchus crenatus är en havsspindelart som beskrevs av Child, C.A. 1992. Ascorhynchus crenatus ingår i släktet Ascorhynchus och familjen Ammotheidae. Inga underarter finns listade i Catalogue of Life.